# Венера Калипига
„Венера Калипига“ (на италиански: Venere Callipigia) е мраморна скулптура, висока 160 см, датирана от II век, от неизвестен автор, изложена в Националния археологически музей в Неапол, Италия.

## История
Скулптурата е копие на бронзов оригинал от ІІІ век пр. Хр от Елинистическа епоха. „Венера Калипига“ в превод от гръцки означава „Венера с красиво седалище“. Намерена в близост до Domus Aurea, като историята на скулптурата е почти неизвестна. Със сигурност се знае само, че датира от времето на император Адриан и че е била без главата при откриването ѝ. През 1594 г. е закупена от семейство Фарнезе, възстановена (с добавяне на главата) и поставена в едноименния фамилен дворец в Рим, като по този начин влиза в колекцията от археологически скулптури. При управлението на Фердинанд IV де Бурбон, през 1786 г. скулптурата е прехвърлена в Неапол като част от Колекция „Фарнезе“, завещана на Карлос III от майка му Изабела Фарнезе, която е последната представителка на рода Фарнезе.
След прехвърлянето на скулптурата от Рим в Неапол скулпторът Карло Албачини извършва нови реставрационни работи, като заменя главата, а после и ръцете и единия крак. През 1792 г. скулптурата е описана в инвентарната книга на двореца Каподимонте, а през 1802 г. е прехвърлена в сегашния Национален археологически музей в Неапол, където е изложена и нес.

## Описание
Богинята е представена в момент на насладъчно еротично самолюбуване, повдигнала наметката си, за да разкрие бедрата и задните части, като е обърнала главата си и е насочила очи зад раменете си, за да наблюдава тяхното съвършенство.
Темата е повтаряна многократно през годините. В допълнение към неаполитанската версия има и други версии от 17 век, като тези на Жан-Жак Клерион и Франсоа Бароа. Можем да я открием и в картината на Анибале Карачи Херкулес на кръстопът (Музей „Каподимонте“, Неапол).